# Aldea de El Quejigal
Quejigal o  también llamado El Quejigal es una localidad del municipio de Molinicos (Albacete), España, situada en las inmediaciones del parque natural de los Calares del Río Mundo y de la Sima, dentro de la comarca de la Sierra del Segura, y de la comunidad autónoma de Castilla-La Mancha. Se sitúa a 1200 m s. n. m., y a 17,8 km de la cabecera del municipio a través de una vía local que enlaza con la carretera provincial AB-31 ( CM-412  – Vegallera).
La localidad está rodeada por pendientes descendientes al norte, sur y este, aunque dentro del núcleo no hay pendientes. Se trata de una localidad de reducido tamaño integrada por unas pocas edificaciones situadas junto a una curva cerrada del camino, en medio de una ladera, y situada en un promontorio de la Sierra del Segura, dentro del valle que conforma el río Mundo, en la que las calles presentan un trazado irregular y dificultoso.
El Quejigal está situado en uno de los límites más septentrionales del parque natural de los Calares del río Mundo y de la Sima, y desde el casco urbano de la misma se divisan unas imponentes vistas de la Sierra del Segura.

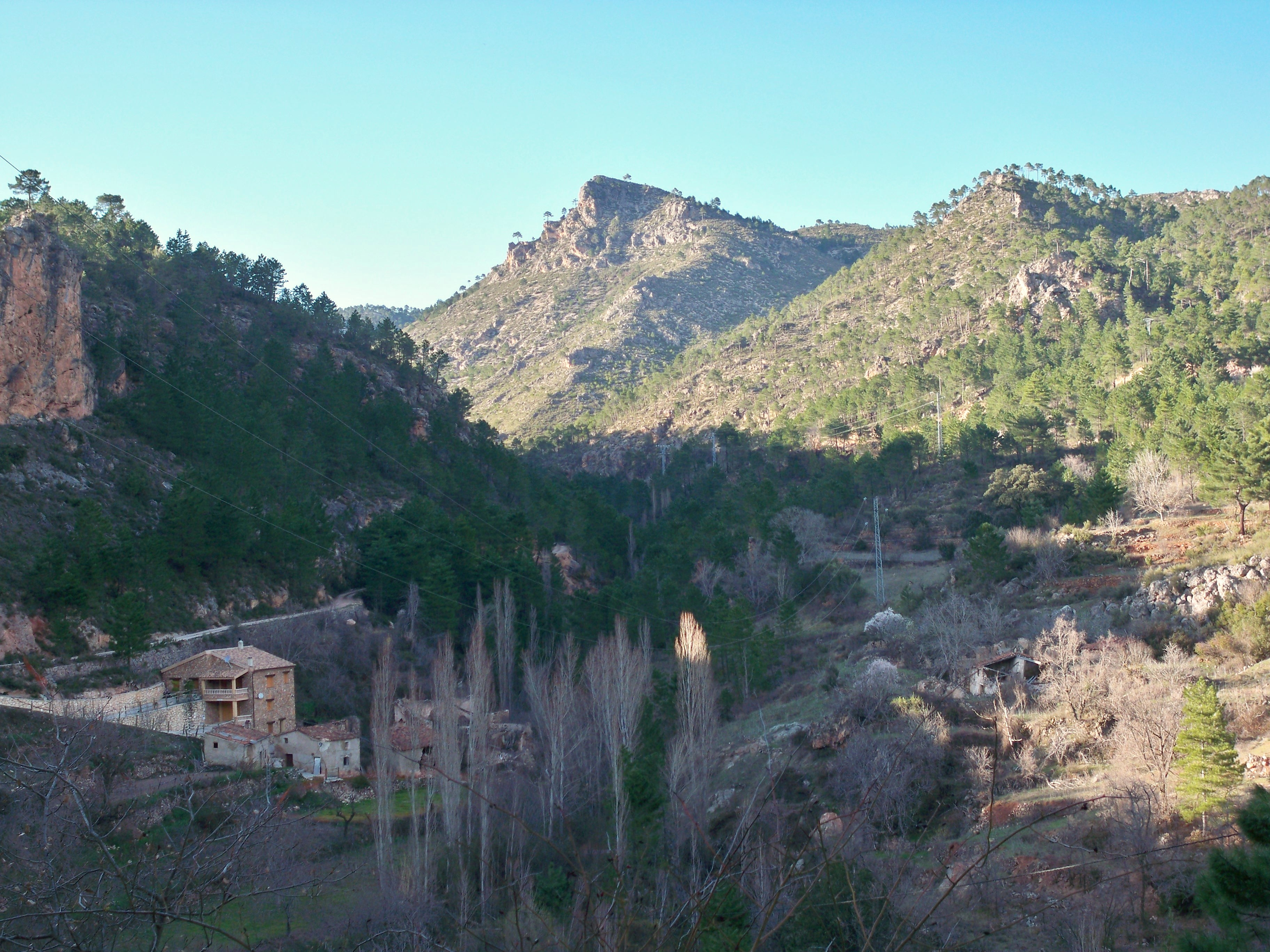
Vista desde El Quejigal, en uno de los promontorios del valle del río Mundo, de la Sierra del Segura.

## Historia
El Quejigal se sumó al municipio de Molinicos de forma definitiva en 1860, concretamente el 28 de octubre de ese año, junto con otras localidades como Las Ánimas o La Alfera provenientes de Alcaraz, aunque ya en 1858 hubieran solicitado la incorporación al mismo, y existieran importantes antecedentes de la relación con Molinicos, pues pertenecían al partido médico de esta localidad desde varias décadas antes.
Seguramente este fuera uno de los vínculos que potenciara la unión a Molinicos, junto con otros factores como eran el de la lejanía a Alcaraz (6 horas de duro camino a través de altas sierras), mientras que de Molinicos sólo los separaba una. Por otro lado, El Quejigal pertenecía a la Parroquia de Cañada del Provencio desde sus inicios, situación propicia para la incorporación de esta parroquia con posterioridad también al municipio de Molinicos.
Además, el puente que da acceso a la localidad fue construido en 1928 por el ayuntamiento de Molinicos para evitar el asilamiento a que se encontraban sometidos sus habitantes. Poco más tarde, en 1930 se solicitó la construcción de un camino que diera acceso a la misma.

## Demografía
El pueblo tenía 3 habitantes a fecha 1 de enero de 2017, según las cifras oficiales del INE, todos varones. El núcleo son un par de casas sencillas.

## Galería de imágenes

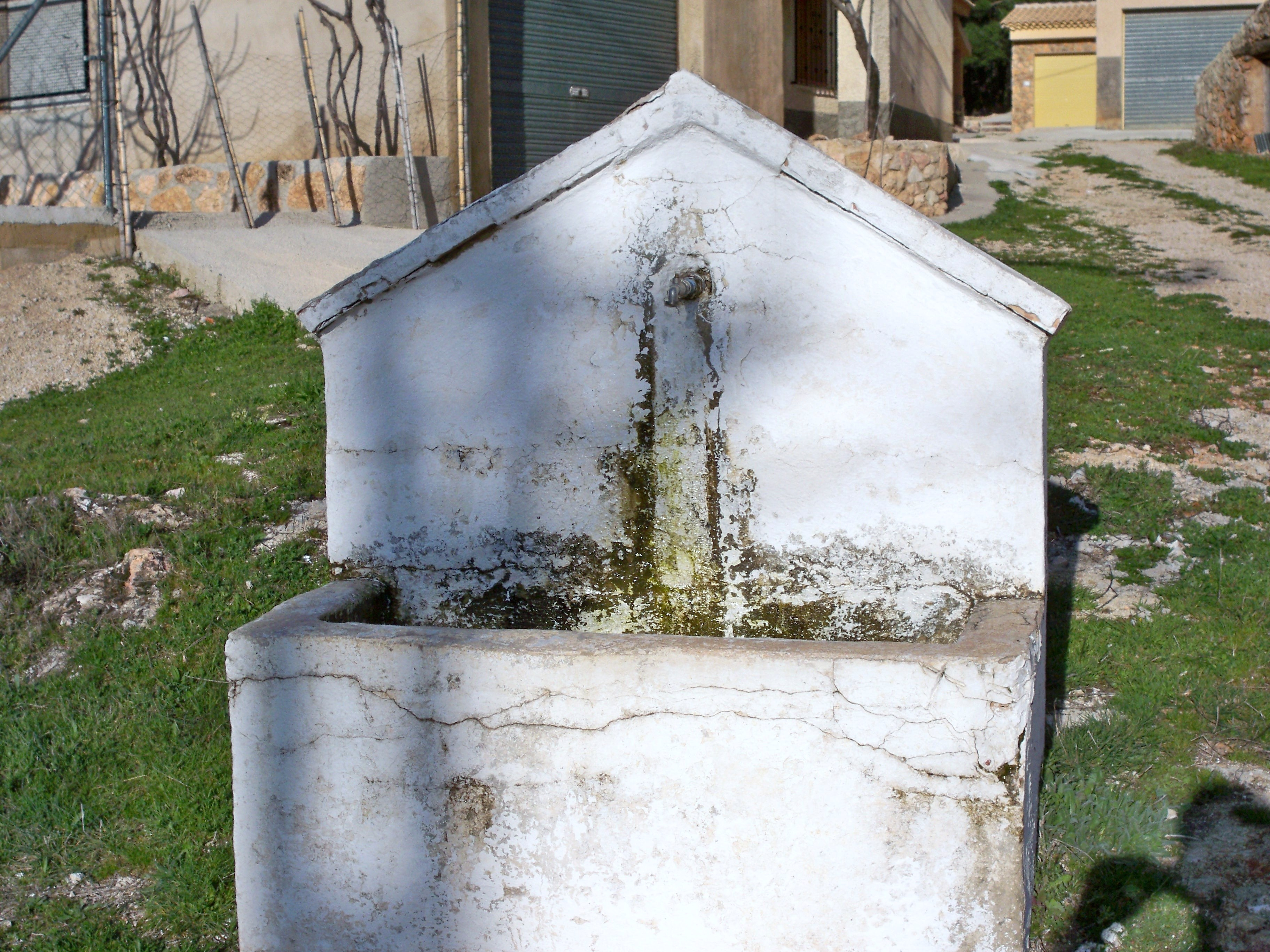
Fuente ornamental de El Quejigal
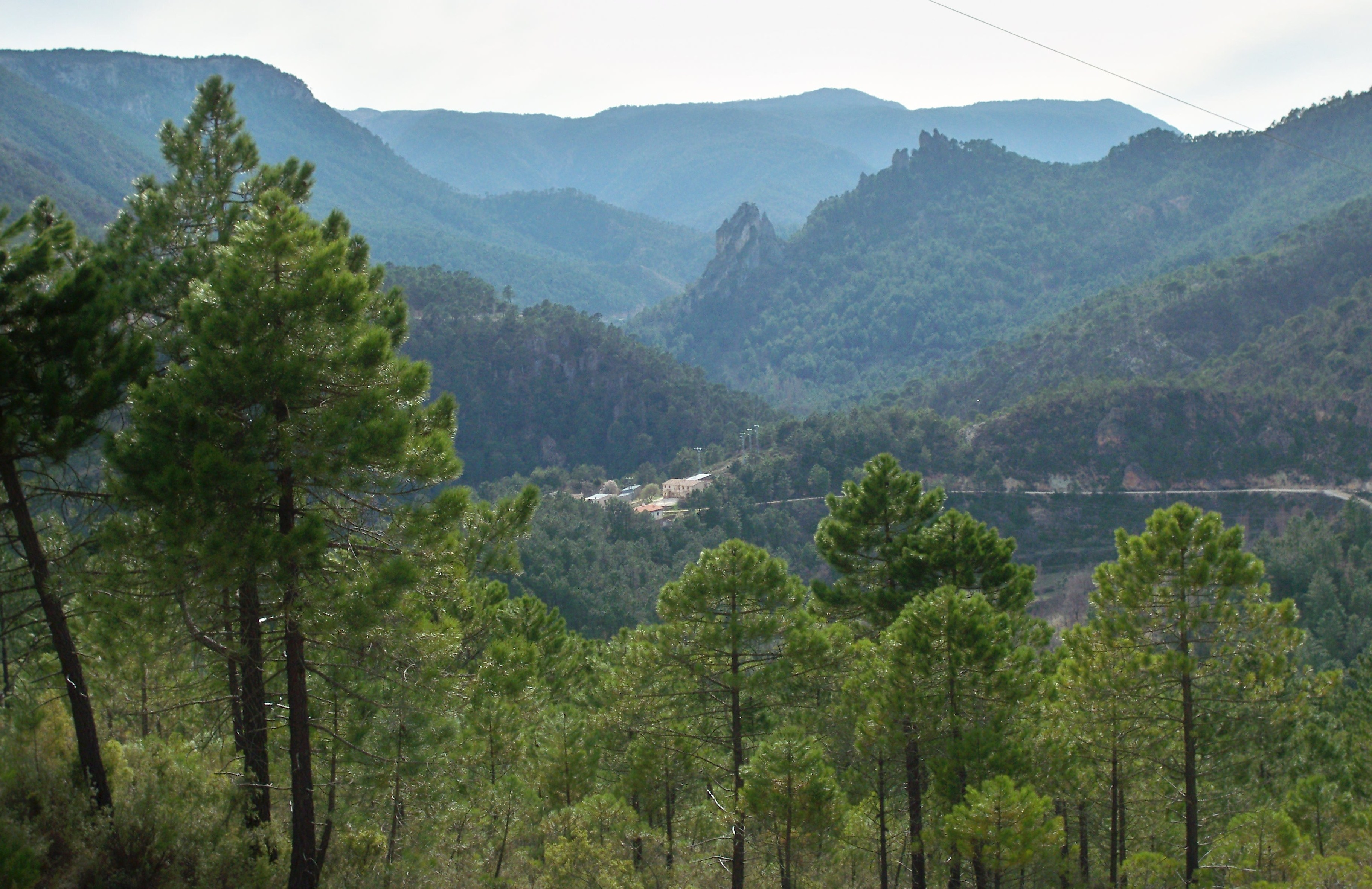
Sierra del Segura, y Valle del río Mundo.
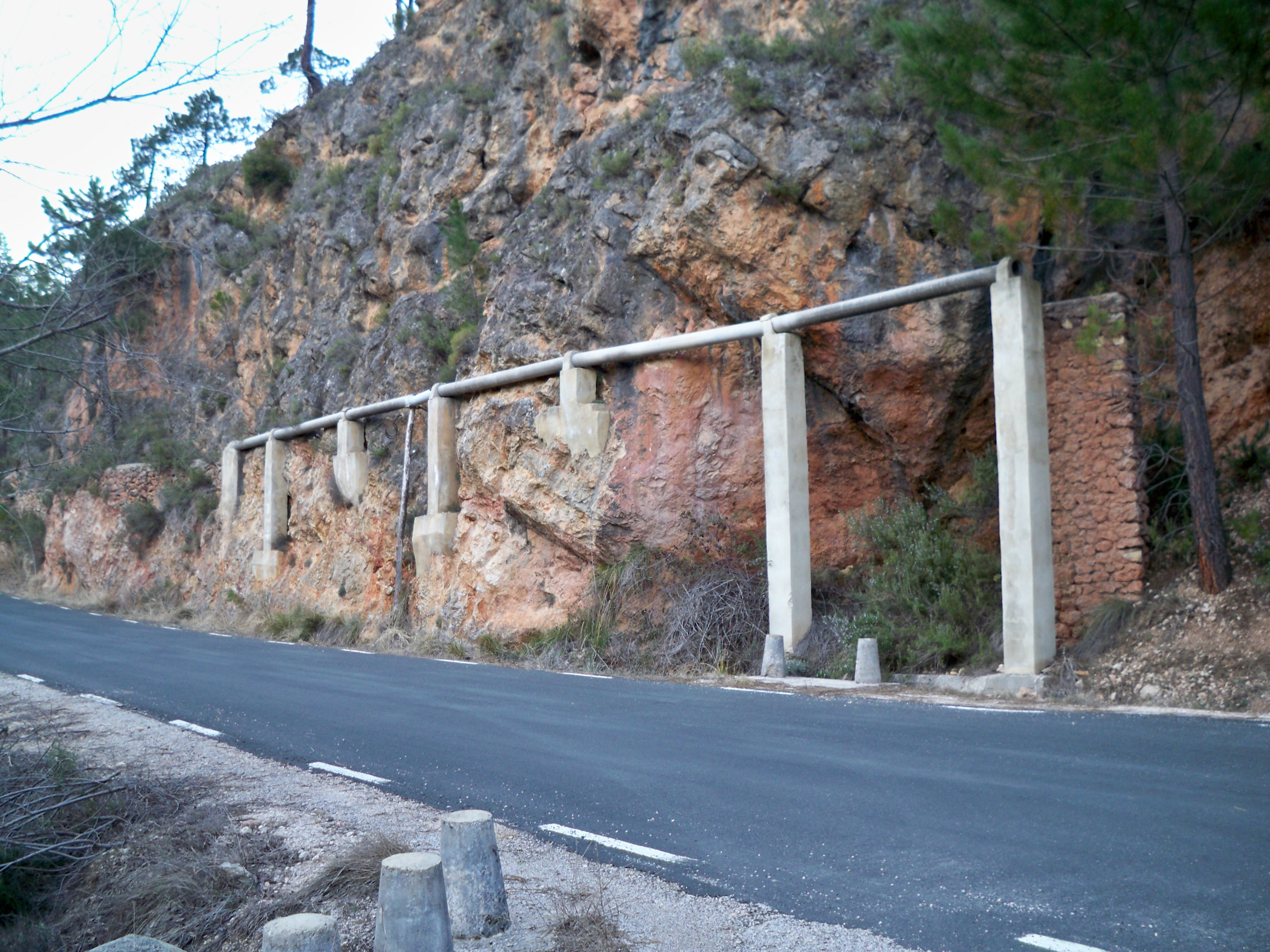
Acueducto de riego cercano a la localidad.
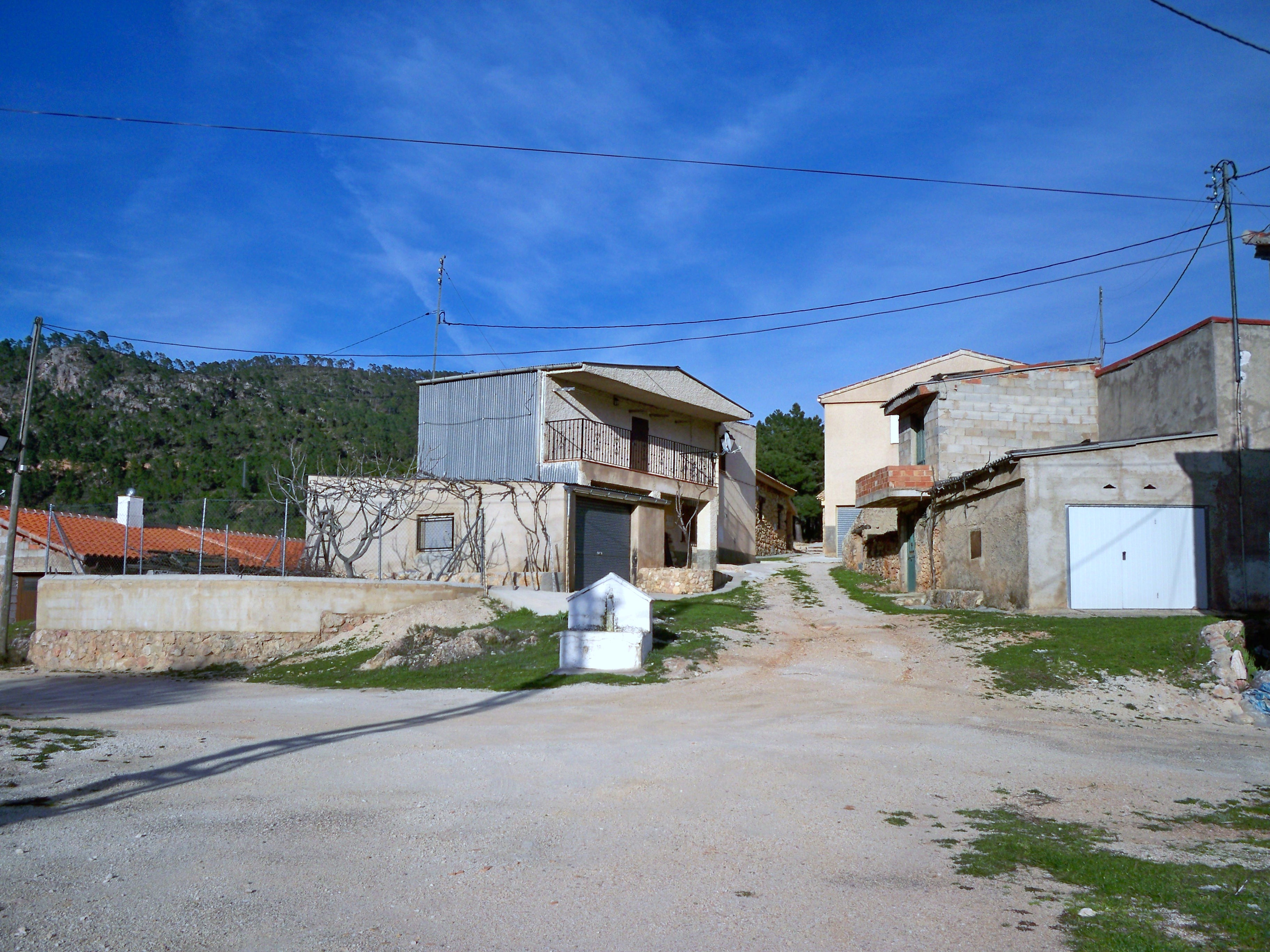
Calle principal de la población.
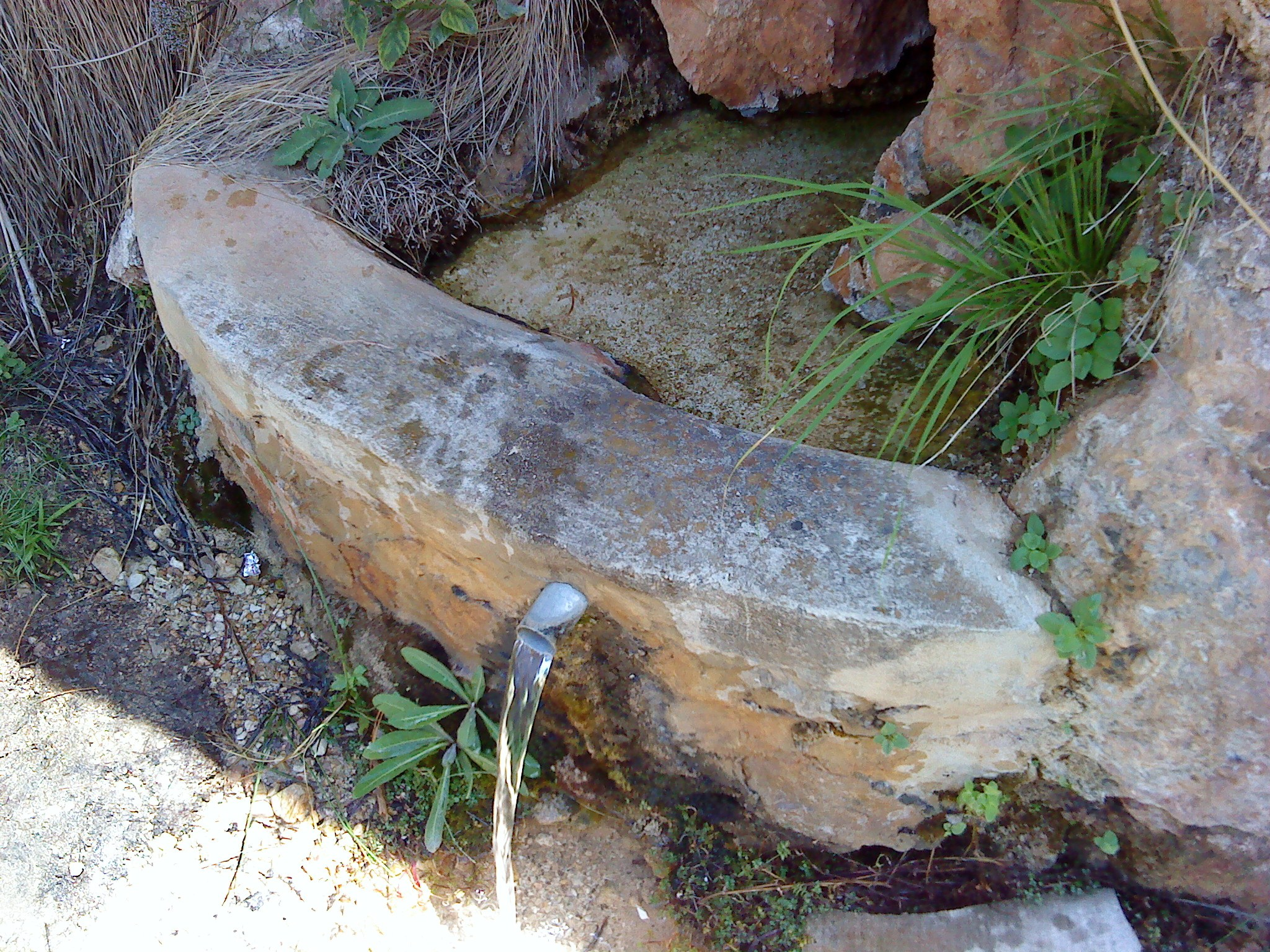
Fuente natural cercana a El Quejigal.